# Ann Howe
Ann Howe, född 1802, död 1842, var en australisk tidningsägare.  
Hon föddes i Sydney som dotter till före detta straffångar, affärsidkaren Sarah Bird och John Morris, och gifte sig 1821 med Robert Howe, ägaren av kolonins officiella tidning, Sydney Gazette. Paret tillhörde den första generationen borgarklass i Australien. Vid makens död 1829 ärvde Howe Sydney Gazette. Tidningen var då så misskött att den var nära att bli uppköpt av kolonins andra tidning, den nyligen grundade Sydney Herald. Hon slöt en allians med guvernör Bourkes liberala reformpolitik, och kom då i konflikt med den förmögna borgar- och landägarklassen, som ville utesluta personer som härstammad från straffångar, och anställde den före detta straffången William Augustus Watt (d. 1837), en agitator mot godsägarna. Hon spelade en viktig politisk roll genom sitt stöd till den liberala emancipatoriska politiken under en kritisk tid i kolonins historia. När hon 1836 ansökte om att få gifta sig med Watts försökte jordägaren James Mudie förhindra detta. Samma år lyckades testamentsexekutorn Jones avsätta henne och överföra ägorätten av tidningen till hennes förste makes utomäktenskaplige son Robert Charles Howe. Hon gifte 1840 om sig med Thomas Armitage Salmon. 